# Eisenbahnunfall im Bahnhof von Harrow and Wealdstone

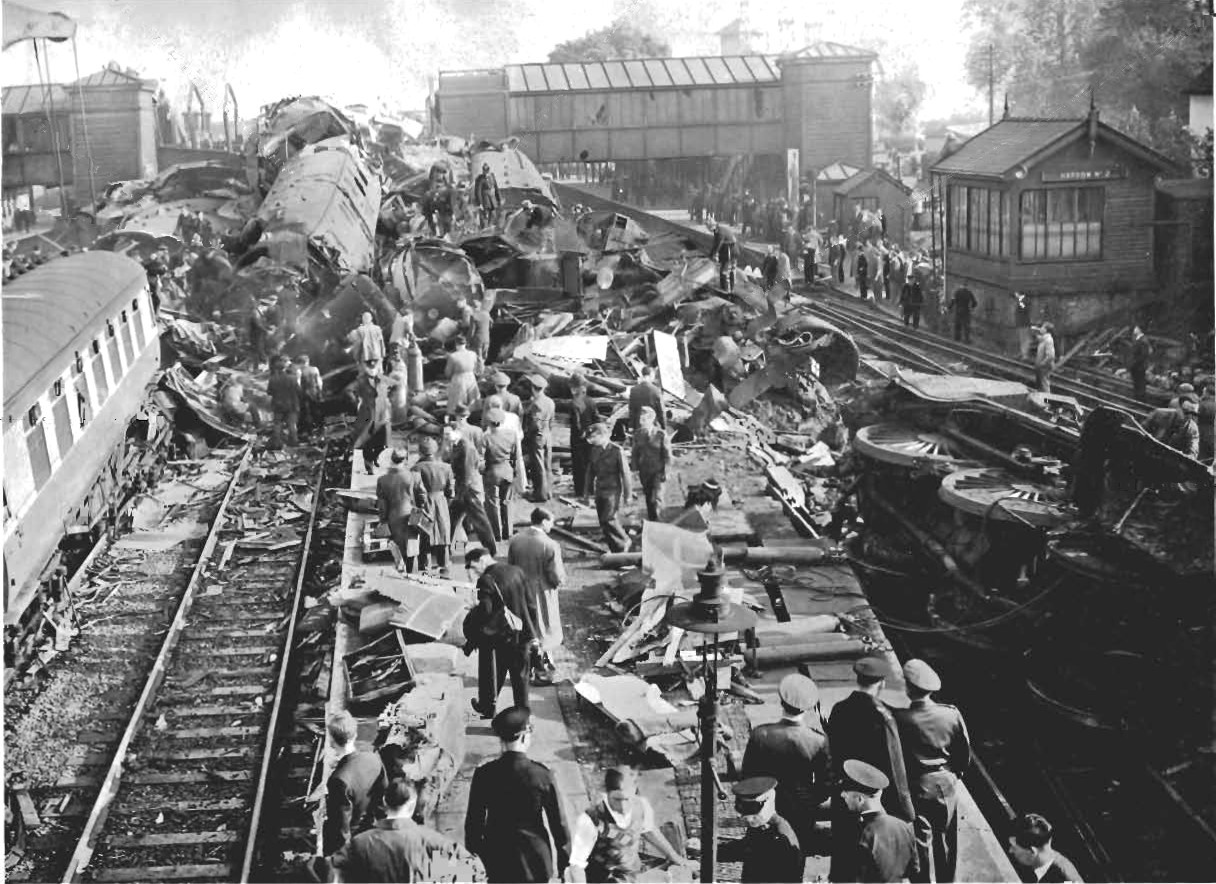
Die Unfallstelle von Norden

In den Eisenbahnunfall im Bahnhof von Harrow and Wealdstone am 8. Oktober 1952 waren drei Züge verwickelt. 122 Menschen wurden getötet, 340 weitere verletzt. An der Eisenbahninfrastruktur des Bahnhofs von Harrow and Wealdstone, London, entstand ein erheblicher Sachschaden.

## Ausgangslage
Der Bahnhof Harrow and Wealdstone liegt an der West Coast Main Line. Er besaß zur Zeit des Unglücks drei Gleispaare, jeweils ein Paar für den Lokal- und den Fernverkehr sowie ein weiteres Paar, das für den Verkehr mit Gleichstrom-Triebfahrzeugen auf der Bakerloo Line der London Underground ausgerüstet war.
Drei Züge waren an dem Unfall beteiligt:
- Ein Personenzug, gezogen von einer Dampflokomotive, mit neun Personenwagen, der von Tring zum Londoner Bahnhof Euston unterwegs war. Er war mit etwa 800 Reisenden besonders stark besetzt, da der folgende Zug in der Verbindung an diesem Tag ausfiel.
- Ein Nachtschnellzug, der mit knapp 100 km/h von Perth in Schottland und etwa 80 Minuten Verspätung nach London-Euston unterwegs war. Er führte elf Wagen, in denen etwa 85 Fahrgäste reisten.
- Ein weiterer Schnellzug, der von London-Euston nach Liverpool und Manchester in der Gegenrichtung verkehrte und ebenfalls mit knapp 100 km/h unterwegs war. Der Zug hatte 15 Wagen, in denen etwa 200 Fahrgäste reisten, und wurde von zwei Lokomotiven gezogen.

## Unfallgeschehen

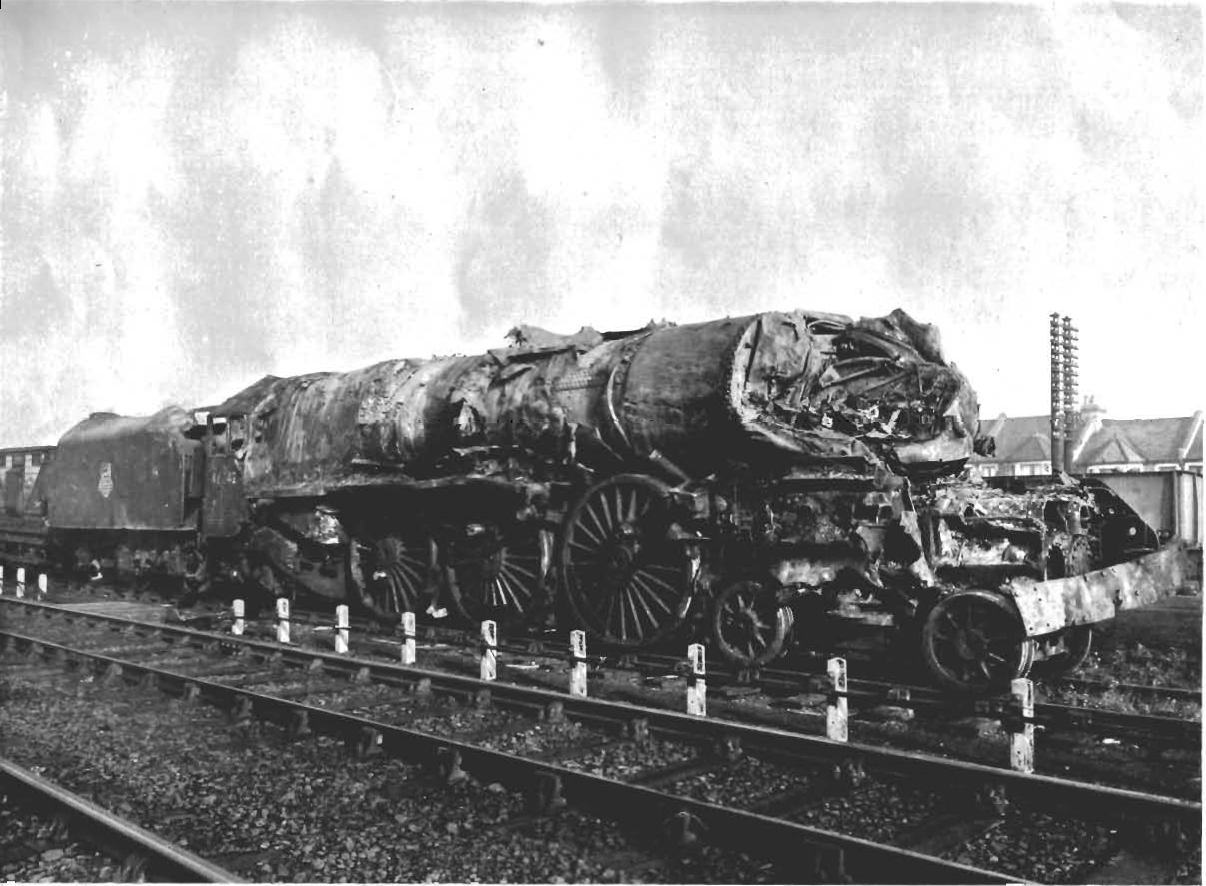
Die Lokomotive des Nachtschnellzugs, 46242 „City of Glasgow“, nach dem Unfall. Sie wurde trotz der erheblichen Schäden repariert und wieder in Dienst gestellt

Der Personenzug war kurz vor dem Bahnhof von dem Gleis für den Nahverkehr, auf dem er bis dahin unterwegs gewesen war, auf das Gleis für den Fernverkehr übergeleitet worden, da das Nahverkehrsgleis für Rangierbewegungen gebraucht wurde. Auf diesem Gleis wartete er im Bahnhof. Das Lokomotivpersonal des Nachtschnellzugs von Perth missachtete sowohl das Vor- als auch zwei Hauptsignale, die „Halt“ geboten, um den im Bahnhof Harrow and Wealdstone haltenden Personenzug zu decken. Warum die Signale missachtet wurden, konnte nicht aufgeklärt werden, da sowohl der Lokomotivführer als auch der Heizer bei dem Unfall ums Leben kamen. Die Obduktion des Lokomotivführers ergab keinerlei Hinweise auf Alkohol, eine Kohlenstoffmonoxidvergiftung oder ein anderes gesundheitliches Problem. Ein Zugbeeinflussungssystem, das eine Zwangsbremsung hätte auslösen können, gab es nicht, sodass der Nachtschnellzug um 08:19 Uhr mit hoher Geschwindigkeit auf den haltenden Personenzug auffuhr.
Nur Sekunden nach der ersten Kollision erreichte der nach Norden fahrende Schnellzug die Unfallstelle. Seine führende Lokomotive fuhr nahezu ungebremst in die entgleiste Lokomotive des Nachtschnellzuges und entgleiste ebenfalls, wodurch ihr Zug eine Fußgängerüberführung zerstörte. Auf dieser Brücke sowie auf den Bahnsteigen kamen Menschen ums Leben, ebenso der Lokomotivführer des zweiten Schnellzugs. Dessen beide Lokomotiven (LMS Jubilee Class 45637 „Windward Islands“ und LMS Princess Royal Class 46202 „Princess Anne“) wurden so stark beschädigt, dass sie nach dem Unfall verschrottet werden mussten. Letztere war nur wenige Monate nach dem Umbau von einer experimentellen Dampfturbinenlokomotive zur Normalausführung in Dienst gewesen. Die Lokomotive des Nachtschnellzugs dagegen, LMS Coronation Class 46242 „City of Glasgow“, konnte repariert und wieder in Dienst gestellt werden.

## Folgen
122 Menschen starben; 112 sofort, weitere 10 in der folgenden Zeit. 340 weitere wurden verletzt, davon 88 so schwer, dass sie stationär in Krankenhäusern behandelt werden mussten. 16 Personenwagen wurden zerstört, 13 davon wurden auf einem Raum von nur 40 Metern zusammengequetscht. Rund vier Stunden nach dem Unfall, um 12:15 Uhr, waren alle Verletzten versorgt und abtransportiert. Die Suche nach weiteren Opfern dauerte bis 01:30 Uhr des Folgetags. Die Beschädigungen an der Eisenbahninfrastruktur waren erheblich. Um die Rettungs- und Bergungsarbeiten ungehindert gewährleisten zu können, wurde der Bahnhof 24 Stunden überhaupt nicht angefahren, anschließend war wegen der Zerstörungen nur ein provisorischer Betrieb auf zwei Gleisen möglich. Erst ab dem 12. Oktober standen wieder alle Gleise zur Verfügung. Am 14. Oktober 1952 durchfuhr der Sonderzug der Königin, die sich auf dem Rückweg von Schloss Balmoral nach London befand, mit stark reduzierter Geschwindigkeit den Bahnhof. Auf einem Foto dieser Durchfahrt ist auch eine provisorische Überführung zu sehen, die die bei dem Unfall zerstörte Brücke vorläufig ersetzte.
Es war der folgenschwerste Eisenbahnunfall in Großbritannien in Friedenszeiten. (Der insgesamt folgenschwerste ereignete sich während des Ersten Weltkriegs am 22. Mai 1915 im Betriebsbahnhof Quintinshill – siehe: Eisenbahnunfall von Quintinshill.)
Der Unfall beschleunigte die flächendeckende Einführung des Automatic Warning System bei British Rail, das zunächst einen Alarmton auslöst, wenn ein Fahrzeug ein „Halt“ zeigendes Signal überfahren hat, und dann eine Zwangsbremsung durchführt.
Zum 50. Jahrestag des Unfalls wurde 2002 eine Erinnerungstafel am Bahnhof Harrow and Wealdstone angebracht.